# Gastrolactarius
Gastrolactarius — рід грибів родини Russulaceae. Назва вперше опублікована 2005 року.

## Класифікація
До роду Gastrolactarius відносять 14 видів:
- Gastrolactarius camphoratus
- Gastrolactarius crassus
- Gastrolactarius crichtonii
- Gastrolactarius densus
- Gastrolactarius denudatus
- Gastrolactarius desjardinii
- Gastrolactarius dolichocaulis
- Gastrolactarius hepaticus
- Gastrolactarius lactarioides
- Gastrolactarius parvus
- Gastrolactarius saylori
- Gastrolactarius saylorii
- Gastrolactarius textus
- Gastrolactarius variegatus